# Éditions de la Cerise
 (août 2025).
 (août 2025).
Motif : l'utilisateur qui a apposé ce bandeau n'a pas précisé le motif de la pose.
- Archive Wikiwix
- Bing
- Cairn
- DuckDuckGo
- E. Universalis
- Gallica
- Google
- G. Books
- G. News
- G. Scholar
- Persée
- Qwant
- (zh) Baidu
- (ru) Yandex
- (wd) trouver des œuvres sur Wikidata

| 1. | Préciser le motif de la pose du bandeau. | Précisez le motif de la pose du bandeau en utilisant la syntaxe suivante : {{admissibilité à vérifier\|date=août 2025\|motif=remplacez ce texte par le motif}}                             |
| 2. | Informer les utilisateurs concernés.     | Pensez à avertir le créateur de l'article, par exemple, en insérant le code ci-dessous sur sa page de discussion : {{subst:avertissement admissibilité à vérifier\|Éditions de la Cerise}} |

 (août 2025).
Si vous disposez d'ouvrages ou d'articles de référence ou si vous connaissez des sites web de qualité traitant du thème abordé ici, merci de compléter l'article en donnant les références utiles à sa vérifiabilité et en les liant à la section « Notes et références ».
Pour les articles homonymes, voir Cerise (homonymie).
Les Éditions de la Cerise sont une maison d'édition d'arts graphiques, particulièrement de bande dessinée. Elle a été fondée en 2003 par Guillaume Trouillard et est encore présidée par lui. Les Éditions de la Cerise sont sous statut Association loi de 1901 et leur siège social est situé à Bordeaux.

## Historique
En 2002, six jeunes diplômés de l'École des Beaux-Arts d'Angoulême créent un collectif d'auteurs afin d'y développer leurs expérimentations graphiques et narratives, nommé "Les Six Berbères sont Douze". Une exposition du collectif est montée au Théâtre d'Angoulême lors du Festival international de la bande dessinée d'Angoulême.
L'année suivante, une partie des Six Berbères sont Douze sont réunis par un des membres, Guillaume Trouillard, pour élaborer la revue collective Clafoutis. Face à la rigueur d'un marché de l'édition peu ouvert à l'expérimentation, la revue doit être éditée par le collectif lui-même, qui s'érige alors en association, les Éditions de la Cerise.
La maison d'édition poursuit un an plus tard son travail avec un deuxième tome de la revue Clafoutis, qui comporte notamment une contribution de l'artiste argentin Carlos Nine.
Après ces débuts quelque peu difficiles, les Éditions de la Cerise publient plusieurs albums à un rythme peu soutenu, préférant la qualité à la quantité. La philosophie de cette maison d'édition reste de publier des œuvres improbables, généralement définissables comme bandes dessinées mais souvent à la frontière de plusieurs disciplines, quoique toujours axées sur une démarche de recherche artistique sur les plans graphique et narratif.
Leurs ouvrages sont diffusés et distribués par Makassar.

## Publications
- Clafoutis 1, de Sébastien d’Abrigeon, Grégory Elbaz, Thomas Gosselin, Charles Razack, Samuel Stento & Guillaume Trouillard (2003)
- Clafoutis 2, de Grégory Elbaz, Thomas Gosselin, Carlos Nine, Vincent Perriot, Charles Razack, Samuel Stento & Guillaume Trouillard (2004)
- Le cas Lilian Fenouilh, de Guillaume Trouillard (2005)
- Entre Deux, de Vincent Perriot (2006)
- Pourquoi Pas ?, de Samuel Stento (2006)
- Colibri, de Guillaume Trouillard (2007)
- Bix, de Grégory Elbaz (2008)
- Chromorama de Sonia Pulido (2008)
- Clafoutis 3, de Sébastien d’Abrigeon, Grégory Elbaz, Jorge González, Carlos Nine, Nicolas Némiri, Vincent Perriot, Sonia Pulido, Guillaume Trouillard, et un texte inédit d'Éric Chevillard (2009)
- La Saison des Flèches, de Guillaume Trouillard et Samuel Stento (2009)
- Dog, de Vincent Perriot (2012)
- Balthazar, de Tobias Schalken (2012)
- Welcome, de Guillaume Trouillard (2013)
- La Fille Maudite du Capitaine Pirate - Volume Premier, de Jeremy Bastian (2014)
- Au Pays du Cerf blanc - premier tome, de Li Zhiwu et Chen Zhongshi (2015)
- Au Pays du Cerf blanc - second tome, de Li Zhiwu et Chen Zhongshi (2015)
- Aquaviva, premier fascicule, de Guillaume Trouillard (2015)
- La Fille Maudite du Capitaine Pirate - Volume Deuxième, de Jeremy Bastian (2016)
- Aquaviva, deuxième fascicule, de Guillaume Trouillard (2017)
- In-Humus, de Linnea Sterte (2018)
- Quand mon âme vagabonde en ces anciens royaumes, de Dai Dunbang (2018)
- Souvenirs de Hulan He, de Xiao Hong et Hou Guoliang (2019)
- L’Amirale des mers du Sud, de Carlos Nine et Jorge Zentner (2019)
- Aquaviva, troisième fascicule, de Guillaume Trouillard (2020)
- Les Quatre détours de Song Jiang, de Guillaume Trouillard et Alex Chauvel (2020)
- Le Rêve de Malinche, de Gonzalo Suárez et Pablo Auladell (2021)
- La Fille Maudite du Capitaine Pirate - Volume Troisième, de Jeremy Bastian (2021)
- OTTO, de Charles Nogier (2022)
- Une rainette en automne (et plus encore…), de Linnea Sterte (2022)
- Andzia, de Przemyslaw Truscinski et Piotr Mankowski (2023)
- Akira Yamaguchi, Chroniques d’un Japon merveilleux, d'Akira Yamaguchi (2023)
- Sur un grand chemin, de Guillaume Trouillard (2024)
- Eldorado, le délire d’Aguirre, d'Alberto Breccia et Carlos Albiac (2025)

## Expositions
Chaque année depuis 2003, les Éditions de la Cerise organisent une exposition pour le Festival international de la bande dessinée d'Angoulême, dans la Tour de l'Hôtel de Ville d'Angoulême, siège de l'organisation Via Patrimoine. En plus de cela, une exposition était mise en place au Musée du papier en 2007, et la Cerise disposait d'un stand à la Bulle New York lors de l'édition 2008.

## Distinctions
- Prix du Public du Salon de la BD de Bassillac[1] (Bassillac, Dordogne - octobre 2007, 18e édition) pour Colibri
- Prix des lecteurs de Libération[2] (janvier 2008, 1re édition) pour Colibri
- Premio de Novela Gráfica FNAC/Sins Entido pour La Saison des Flèches, publié en Espagne par les éditions Sins Entido sous le titre La Estación de la Flechas (2008-2009, 2e édition)
- Sélection officielle du Festival international de la bande dessinée d'Angoulême 2010 pour La Saison des Flèches [3]
- Prix Révélation du  Festival international de la bande dessinée d'Angoulême 2023 pour Une Rainette en automne